# Protonemura dilatata
Protonemura dilatata är en bäcksländeart som beskrevs av Martynov 1928. Protonemura dilatata ingår i släktet Protonemura och familjen kryssbäcksländor. Inga underarter finns listade i Catalogue of Life.